# متنزه غويل
منتزة غويل، هو نظام حدائق عامة يتكون من حدائق وعناصر معمارية تقع في كارمل هيل، في برشلونة،كاتالونيا، إسبانيا. ينتمي كارمل هيل إلى سلسلة جبال كولسيرولا يقع بارك ديل كارمل على الوجه الشمالي.يقع متنزه غويل في حي لا سالوت في حي غراسيا في برشلونة.مع وضع التحضر في الاعتبار، عيّن أوزيبي غويل تصميم الحديقة إلى انطونيو جودي،المهندس المعماري الشهير ووجه الحداثة الكاتالونية.
تم بناء الحديقة من عام1900 إلى عام 1914 وتم افتتاحها رسميًا كمتنزه عام في عام 1926.في عام 1984، أعلنت منظمة اليونسكو المتنزه موقع تراث عالمي تحت عنوان «أعمال أنتوني غاودي»

## وصف
بارك غويل هو انعكاس لوفرة غاودي الفنية، والتي تنتمي إلى مرحلته الطبيعية (العقد الأول من القرن العشرين). خلال هذه الفترة، أتقن المهندس المعماري أسلوبه الشخصي من خلال الإلهام من الأشكال العضوية. لقد طبق سلسلة من الحلول الهيكلية الجديدة المتجذرة في تحليل الهندسة.إلى ذلك، يضيف الفنان الكتالوني حرية إبداعية وإبداعًا إبداعيًا زخرفيًا. بدءًا من نوع من الباروك، تكتسب أعماله ثراءً بنيوياً من الأشكال والأحجام، خالية من الصلابة العقلانية أو أي نوع من المباني الكلاسيكية. في تصميم متنزه غويل، أطلق غاودي العنان لكل عبقريته المعمارية ووضع لممارسة الكثير من حلوله الهيكلية المبتكرة التي ستصبح رمزًا لأسلوبه العضوي والتي ستبلغ ذروتها في إنشاء كنيسة بازيليكا و اكسبيرتوري للعائلة المقدسة (الكاتالونية).
صمم غويل وغاودي هذه الحديقة الواقعة داخل متنزه طبيعي.لقد تخيلوا مجموعة منظمة من المنازل عالية الجودة، المزينة بأحدث التطورات التكنولوجية لضمان أقصى قدر من الراحة، منتهية بلمسة فنية. لقد تصوروا أيضًا مجتمعًا متأثرًا بشدة بالرمزية، نظرًا لأنهم، في العناصر المشتركة للحديقة، كانوا يحاولون تجميع العديد من المثل السياسية والدينية المشتركة بين الراعي والمهندس المعماري: لذلك هناك مفاهيم ملحوظة نشأت من الكاتالونية السياسية - خاصة في درج المدخل حيث يتم تمثيل البلدان الكاتالونية - ومن الكاثوليكية - نصب آل كالفاريو النصب التذكاري آل كالفاريو، المصمم في الأصل ليكون كنيسة صغيرة.العناصر الأسطورية مهمة للغاية من الواضح أن مفهوم غويل وغاودي للحديقة مستوحى أيضًا من معبد أبولو في دلفي.[بحاجة لمصدر]
من ناحية أخرى، العديد من الخبراء[من؟] حاولوا ربط المتنزه برموز مختلفة بسبب الأيقونات المعقدة التي طبقها غاودي على المشروع الحضري. تنتقل مثل هذه المراجع من التبرير السياسي إلى التمجيد الديني مروراً بالأساطير والتاريخ والفلسفة. على وجه التحديد، تزعم العديد من الدراسات أنها ترى إشارات إلى الماسونية، على الرغم من المعتقدات الدينية العميقة لكل من غادوي والكونت غويل.لم يتم إثبات هذه الإشارات في تأريخ المهندس المعماري الحديث.إن تعدد الرموز الموجودة في بارك غويل، كما ذكرنا سابقًا، مرتبط بالعلامات السياسية والدينية، مع لمسة من الغموض وفقًا لتفضيلات ذلك الوقت للألغاز والألغاز.

## الأصول كتطوير سكني

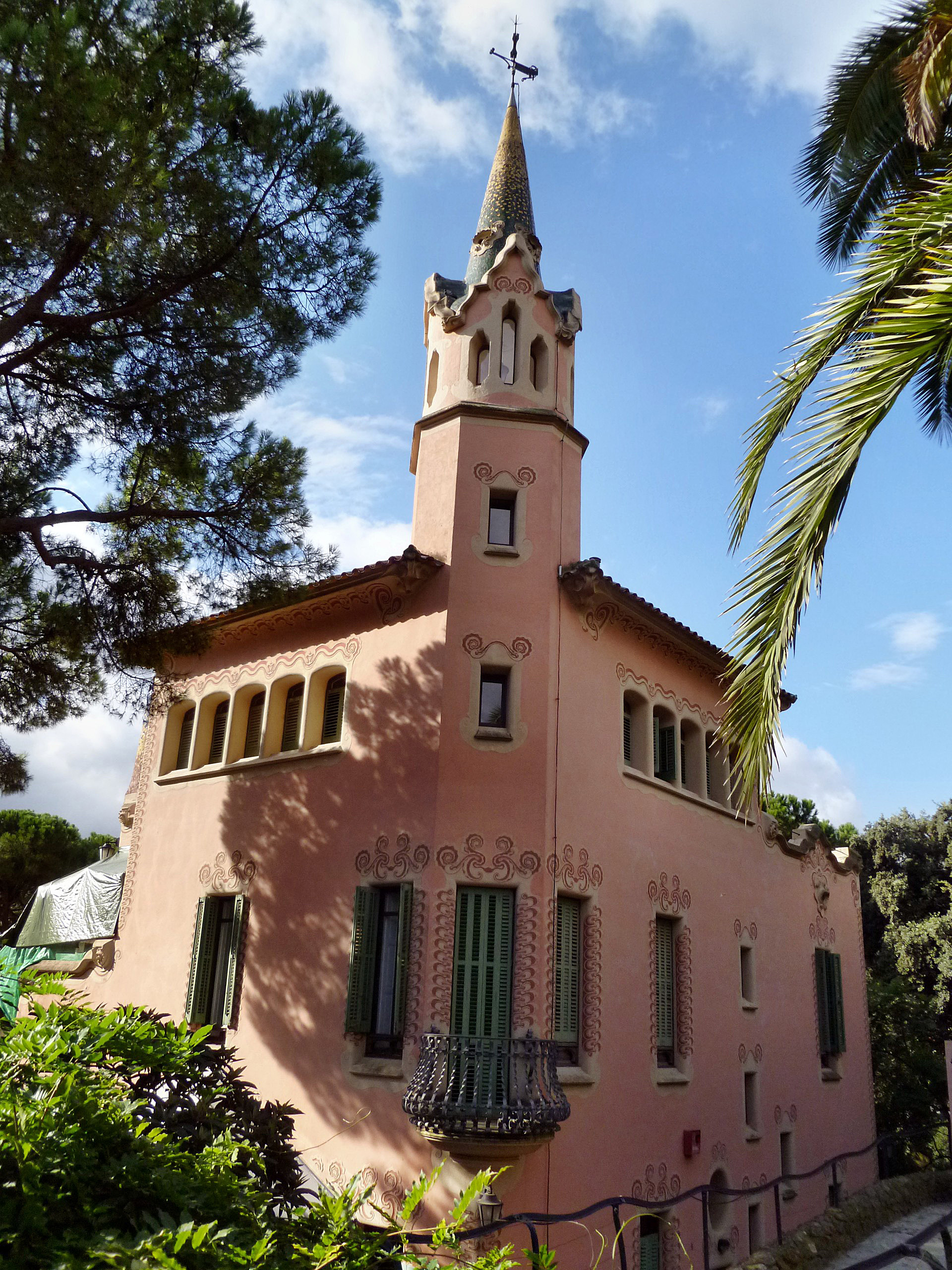
متحف Gaudi House

كانت الحديقة في الأصل جزءًا من موقع إسكان غير ناجح تجاريًا، فكرة الكونت أوزيبي غويل، الذي سميت الحديقة باسمه. كانت مستوحاة من حركة جاردن سيتي الإنجليزية؛ ومن هنا جاء الاسم الإنجليزي الأصلي منتزة (الاسم باللغة الكاتالونية هو «بارك غويل») كان الموقع عبارة عن تل صخري به القليل من النباتات وقليل من الأشجار، يُطلق عليه مونتانيا بيلادا (الجبل العاري).كان يضم بالفعل منزلًا ريفيًا كبيرًا يسمى منزل لارارد أو منزل مونتانير دي دالت وكان بجوار حي من منازل الطبقة العليا يسمى لا سالوت (الصحة).كان القصد هو استغلال الهواء النقي (بعيدًا عن المصانع المدخنة) والمناظر الجميلة من الموقع، مع توفير ستين قطعة مثلثة للمنازل الفاخرة.أضاف الكونت أوزيبي غويل إلى هيبة التطوير من خلال الانتقال في عام 1906 للعيش في منزل لارارد. في النهاية، تم بناء منزلين فقط، ولم يتم تصميم أي منهما بواسطة غويل. كان من المفترض أن يكون أحدهما منزلًا للعرض، ولكن عند اكتماله في عام 1904 تم عرضه للبيع، وبما أنه لم يتقدم أي مشترين، قام غاودي، بناءً على اقتراح غويل، بشرائه بمدخراته وانتقل للعيش مع أسرته ووالده في عام 1906. تم بناء هذا المنزل، الذي عاش فيه غاودي من عام 1906 إلى عام 1926، على يد فرانسيسك بيرينغير في عام 1904. يحتوي على أعمال أصلية لغاودي والعديد من معاونيه. هو الآن متحف منزل غاودي
(كاسا موسيو غاودي) منذ عام 1963. في عام 1969 تم إعلانها معلما فنيا تاريخيا للمصلحة الوطنية.

## حديقة البلدية

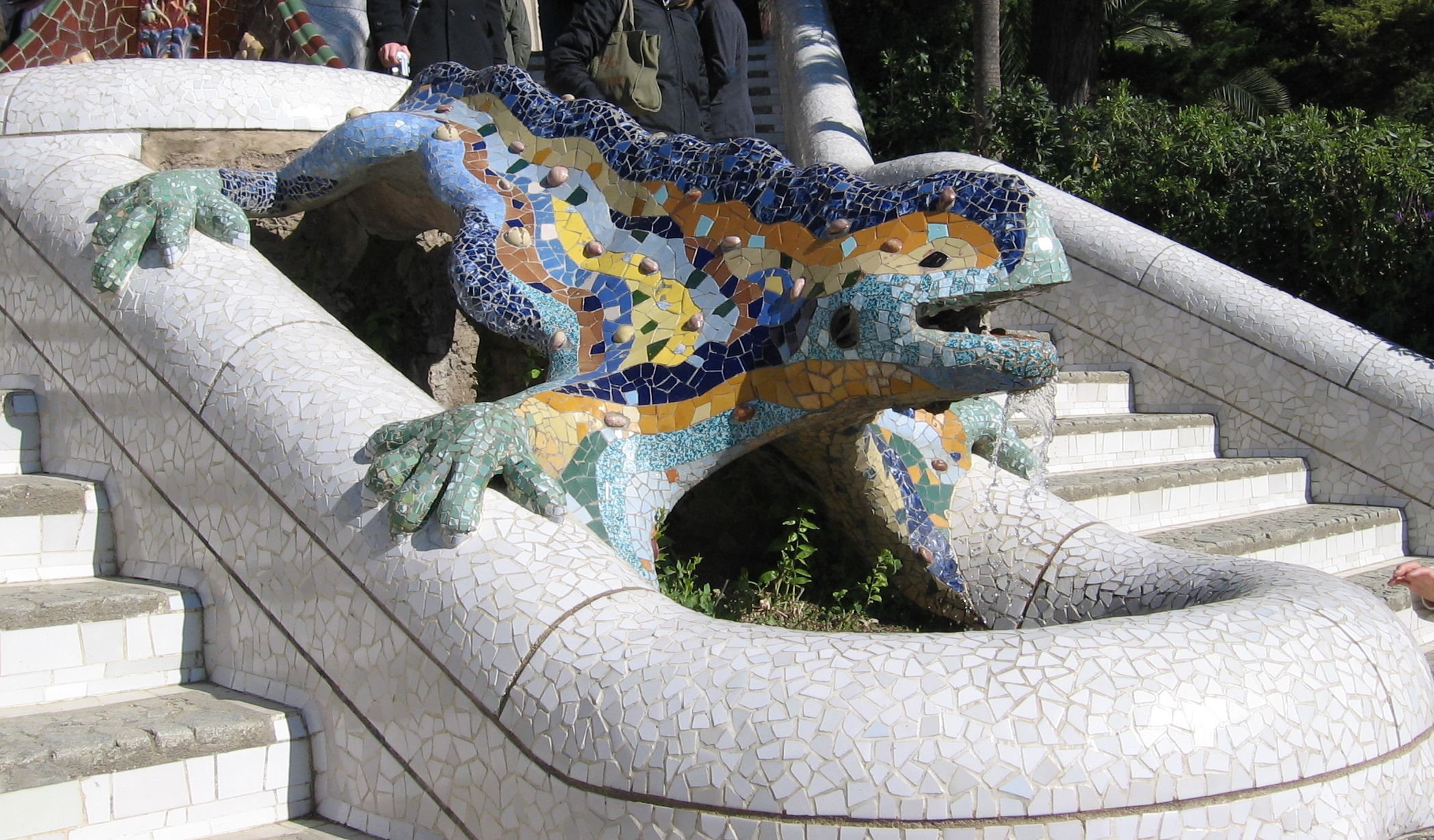
سمندل موزاييك متعدد الألوان من تصميم غاودي، المعروف باسم «الدراك» (التنين)، عند المدخل الرئيسي، كما تم ترميمه بعد التخريب في شباط / فبراير 2007

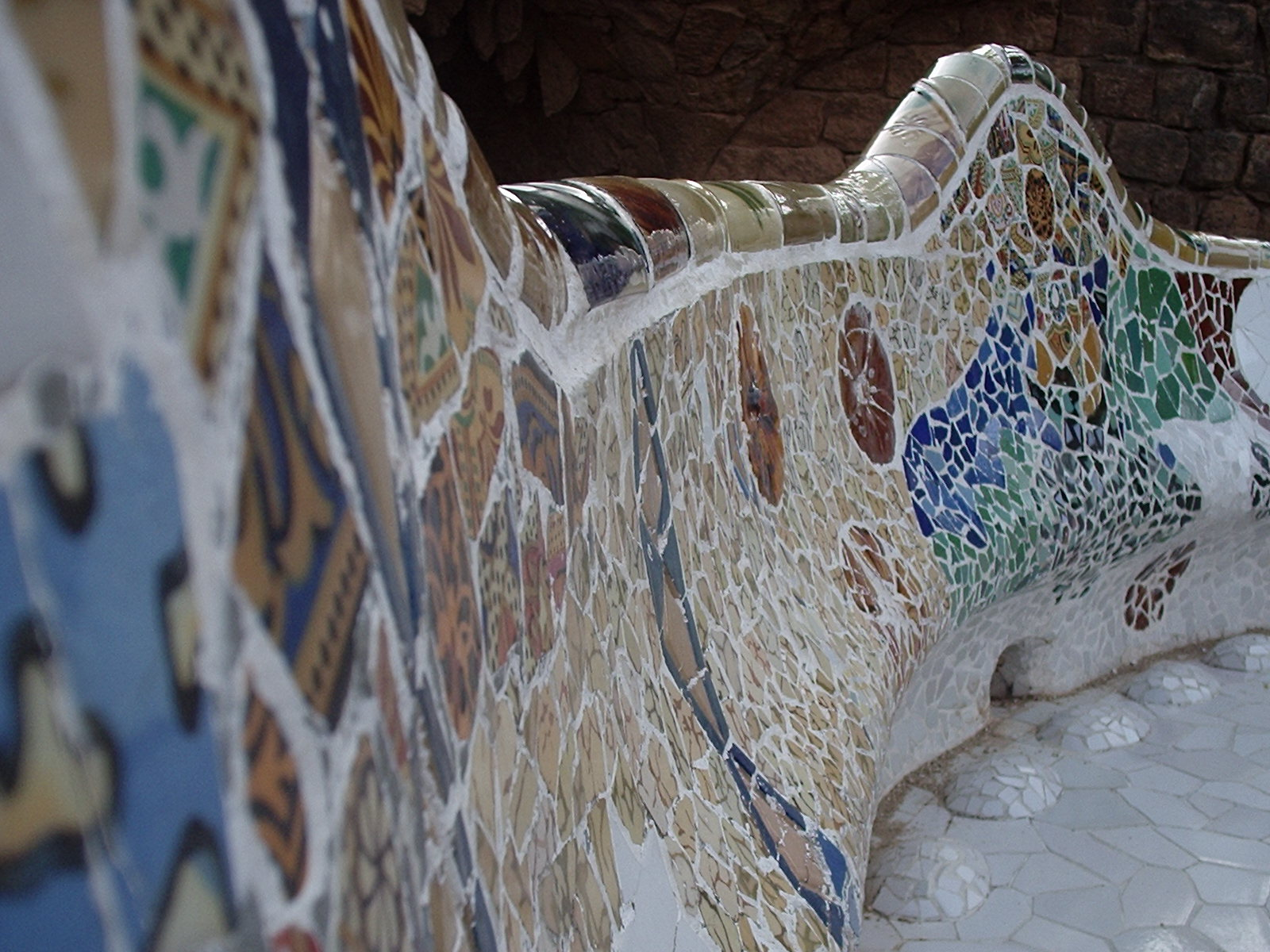
فسيفساء غاودي على الشرفة الرئيسية

تم تحويله منذ ذلك الحين إلى حديقة بلدية.يمكن الوصول إليه عن طريق السكك الحديدية تحت الأرض (على الرغم من أن المحطات تقع على مسافة من المتنزه وفي مستوى أقل بكثير أسفل التل)، أو عن طريق حافلات المدينة، أو عن طريق الحافلات السياحية التجارية.منذ أكتوبر 2013، هناك رسوم دخول لزيارة المنطقة الأثرية (المدخل الرئيسي، والشرفة، والأجزاء التي تحتوي على الفسيفساء)، لكن الدخول إلى المتنزه يظل مجانيًا. منزل جويل لا توري روزا يحتوي على أثاث صممه - يمكن زيارته فقط مقابل رسوم دخول أخرى. يوجد سعر مخفض لأولئك الذين يرغبون في رؤية منزل غويل وكنيسة كنيسة العائلة المقدسة.
تم تصميم وتأليف بارك غويل لتحقيق السلام والهدوء الذي يتوقعه المرء من المتنزه.المباني المحيطة بالمدخل، على الرغم من كونها أصلية للغاية ورائعة مع أسقف رائعة الشكل ذات قمم غير عادية، تتناسب تمامًا مع استخدام الحديقة كحدائق ممتعة وتبدو غير واضحة نسبيًا في المناظر الطبيعية عندما ينظر المرء إلى تألق المباني الأخرى التي صممها غاودي. يشكل هذان المبنيان جناح مأوى بورتر. يحتوي أحد هذه المباني على غرفة صغيرة بها كابينة هاتف. الآخر، بينما كان في يوم من الأيام منزل الحمال، أصبح الآن معرضًا دائمًا لمتحف تاريخ مدينة برشلونة موهبا يركز على المبنى نفسه والحديقة والمدينة
النقطة المحورية في المتنزه هي الشرفة الرئيسية المحاطة بمقعد طويل على شكل ثعبان بحري.تشكل منحنيات مقعد الثعبان عددًا من الجيوب، مما يخلق جوًا اجتماعيًا أكثر. أدرج غاودي العديد من الزخارف القومية الكاتالونية وعناصر من التصوف الديني والشعر القديم في المتنزه.لم يكن الكثير من تصميم المقاعد من عمل غاودي، بل عمل مساعده جوزيب ماريا جوجول الذي غالبًا ما يتم تجاهله.
تم تصميم الطرق حول الحديقة لخدمة المنازل المقصودة من قبل غاودي باعتبارها هياكل بارزة من التلال شديدة الانحدار أو تعمل على الجسور، مع ممرات مشاة منفصلة في أروقة تشكلت تحت هذه الهياكل.قلل هذا من اقتحام الطرق، وصممها غاودي باستخدام الحجر المحلي بطريقة تدمجها بشكل وثيق في المناظر الطبيعية. تعكس هياكله الأشكال الطبيعية، مع أعمدة مثل جذوع الأشجار التي تدعم قبوًا متفرعًا تحت الطريق، ومنحنيات القفز ومحاذاة الأعمدة المنحدرة المصممة بطريقة مماثلة لكنيسته في كولينيا جويل بحيث تشكل أشكال القوس المقلوب المقلوبة هياكل ضغط مثالية.
عند أعلى نقطة في المتنزه، يوجد تل حجري يتكون من درجات تؤدي إلى المنصة التي تحمل ثلاثة صلبان كبيرة. الاسم الرسمي لهذا هو «تلة الصلبان الثلاثة»، ولكن العديد من السياح يختارون تسميته الجلجلة. يشير اثنان من الصلبان إلى الشمال والجنوب والشرق والغرب، ويشير الصليب الثالث والأطول نحو السماء.يوفر هذا المرصد أفضل إطلالة على برشلونة والخليج. من الممكن مشاهدة المدينة الرئيسية في بانوراما، مع كنيسة العائلة المقدسة (واحد آخر من إبداعات أنتوني غوادي الشهيرة)وبرج اجبار ومنطقة مونتجويك التي يمكن رؤيتها من مسافة بعيدة.

تدعم الحديقة مجموعة متنوعة من الحياة البرية، ولا سيما العديد من أنواع الببغاء غير الأصلية الموجودة في منطقة برشلونة.يمكن رؤية الطيور الأخرى من الحديقة، مع وجود سجلات تتضمن نسرًا قصير الأصابع.تدعم الحديقة أيضًا مجموعة من عث الصقر الطنان.

## روابط خارجية
- موقع بارك جويل